# Teofilacte Simocata
Teofilacte Simocata (Theophylactus Simocatta, Θεοφυλάκτος Σιμοκάττης, Σιμόκαττος, Σιμοκάτης, o Σιμοκάτος) fou un historiador romà d'Orient, font important sobre el regnat de l'emperador Maurici.
A diferència d'altres historiadors bizantins, Teofilacte deixa molt poca informació sobre la seva biografia a la seva obra. Sabem que és d'origen egipci nascut probablement a Alexandria. La seva data de naixement es desconeix amb exactitud, però se suggereix que va ser al voltant del 585-590. Segurament era de fe ortodoxa. Després de traslladar-se a Constantinoble, hi va exercir alguns càrrec públics (ἀπὸ ἐπαρχων καὶ ἀντιγραφεύς), durant el regnat d'Heracli (610-629), però ja havia començat a escriure abans.

## Obra
Teofilacte va escriure, a més a més d'una col·lecció epistolar i d'un Tractat «científic» -conegut com a Quaestiones physicae que s'ha d'adscriure més aviat a la literatura d'entreteniment-, una obra d'història en vuit llibres que es denomina, en general, Històries.

### LesHistòries
Històries és considerada l'última obra de la historiografia antiga. Teofilacte escriu de la història del seu temps: comença a partir de l'obra de Menandre Protector, amb el patrocini de l'emperador romà Flavi Tiberi Maurici (582-602), fins a arribar a les guerres contra sassànides i eslaus.
Del contingut es desprèn que l'obra de Teofilacte s'ha d'haver escrit al voltant del 630: l'última guerra que havia sostingut Roma a orient sota Heracli contra els perses (602-628) és clarament ja passada, ja que Teofilacte menciona anticipadament la mort del rei de perses Còsroes II (628), mentre que els atacs dels àrabs (des de 634) encara no havien començat, si més no no se’n troben al·lusions.
Els judicis dels filòlegs sobre Teofilacte no són mai positius. Ja Foci en la seva Biblioteca (còdex 65) en va titllar els defectes estilístics en una famosa sentencia: “El seu estil té certa gràcia, però l'abús de metàfores i al·legories du a una certa fredor i a una pueril manca de gust.” En la seva Història de la literatura bizantina, Karl Krumbacher n'estigmatitza el manierismus amb tota contundència: “Comparat amb Procopi i Agaties, és l'extrem d'una línia que puja de manera abrupta. L'historiador de Belisari és encara totalment senzill i natural; molt més generós amb floritures i expressions poètiques és el poeta Agaties; però els dos apareixen inofensius al costat de Teofilacte; sorprèn en tot moment amb un ventall d'imatges rebuscades, al·legories, sentències, raritats mitològiques i d'altra mena.” Però no només Krumbacher, sinó tots els que vingueren després en censuraren la poca, per ells, qualitat literària. Tot i així hi ha unanimitat en considerar Teofilacte una font important per a la història dels anys de Maurici, tal com reconeix, per exemple Jan Olof Rosenqvist: “Encara que la Història de Teofilacte pugui tenir en part un valor literari dubtós, és molt gran el seu valor com a font d'informacions històriques. Això és vàlid per exemple pels inicis històrics dels àvars i els eslaus.”

## Edicions
- Theophylacti Simocattae Historiae, Ed. Karl de Boor / Peter Wirth, Stuttgart, 1972.
- Epistulae, Ed. Ioseph Zanetto, Leipzig, 1985.
- Quaestiones physicae et epistulae, Ed. Jean François Boissonade, Paris, 1835.